# بيثاني ماكلين
بيثاني ماكلين (بالإنجليزية: Bethany McLean)‏ هي صحفية أمريكية، ولدت في 12 ديسمبر 1970 في هيبينغ في الولايات المتحدة.

## وصلات خارجية
- بيثاني ماكلين على موقع IMDb (الإنجليزية)
- بيثاني ماكلين على موقع ميوزك برينز (الإنجليزية)
- بيثاني ماكلين على موقع إن إن دي بي (الإنجليزية)
- بيثاني ماكلين على موقع قاعدة بيانات الفيلم (الإنجليزية)